# Unité urbaine de Saint-André-de-Cubzac
L'unité urbaine de Saint-André-de-Cubzac est une ancienne unité urbaine française centrée sur la ville de Saint-André-de-Cubzac  département de la Gironde. Dans le zonage de 2020, elle est incluse dans l'unité urbaine de Bordeaux.

## Données globales
En 2010, selon l'Insee, l'unité urbaine de Saint-André-de-Cubzac est composée de huit communes, toutes situées dans l'arrondissement de Blaye, subdivision administrative du département de la Gironde. Le 1er janvier 2016, les communes d'Aubie-et-Espessas, Salignac et Saint-Antoine fusionnent pour former la commune de Val de Virvée amenant l'unité urbaine à 7 communes mais intégrant le territoire de l'ancienne commune de Salignac.
L'unité urbaine de Saint-André-de-Cubzac représentait un pôle urbain de l'aire urbaine de Bordeaux.
En 2020, l'Insee définit une nouveau zonage des unités urbaines. La nouvelle unité urbaine de Bordeaux a englobé l'unité urbaine de Saint-André-de-Cubzac. 

## Délimitation de l'unité urbaine de 2010
Liste des communes appartenant à l'unité urbaine de Saint-André-de-Cubzac selon la nouvelle délimitation de 2010 et sa population municipale.
| Nom                   | Code Insee | Statut           | Superficie (km2) | Population (dernière pop. légale) | Densité (hab./km2) |
| --------------------- | ---------- | ---------------- | ---------------- | --------------------------------- | ------------------ |
| Cubzac-les-Ponts      | 33143      |                  | 8,92             | 2 637 (2022)                      | 296                |
| Prignac-et-Marcamps   | 33339      |                  | 9,66             | 1 457 (2022)                      | 151                |
| Saint-André-de-Cubzac | 33366      |                  | 23,15            | 12 786 (2022)                     | 552                |
| Val de Virvée         | 33018      | commune nouvelle | 20,79            | 3 744 (2022)                      | 180                |
| Saint-Gervais         | 33415      |                  | 5,58             | 1 981 (2022)                      | 355                |
| Saint-Laurent-d'Arce  | 33425      |                  | 8,07             | 1 553 (2022)                      | 192                |
| Virsac                | 33553      |                  | 3,6              | 1 283 (2022)                      | 356                |

## Évolution démographique
L'évolution démographique ci-dessous concerne l'unité urbaine de Saint-André-de-Cubzac délimitée selon le périmètre de 2010.
| 1968  | 1975   | 1982   | 1990   | 1999   | 2010   | 2012   | 2015   | 2016   |
| ----- | ------ | ------ | ------ | ------ | ------ | ------ | ------ | ------ |
| 9 148 | 10 277 | 11 784 | 13 816 | 14 721 | 18 555 | 19 420 | 22 342 | 22 828 |

| 2017   | 2018   | - | - | - | - | - | - | - |
| ------ | ------ | - | - | - | - | - | - | - |
| 23 260 | 23 917 | - | - | - | - | - | - | - |

### Articles externes
- L'unité urbaine de Saint-André-de-Cubzac sur le splaf Gironde
- Composition communale de l'unité urbaine de Saint-André-de-Cubzac selon le nouveau zonage de 2010
- Données statistiques de l'INSEE sur l'unité urbaine de Saint-André-de-Cubzac en 2009 (document pdf)